# Musée de l'histoire et des civilisations de Rabat
Le Musée de l'histoire et des civilisations anciennement musée archéologique de Rabat (en arabe : متحف الرباط الأثري) est un musée marocain situé dans la ville de Rabat, capitale du pays. Créé dans les années 1920 et ouvert en 1932, il est destiné à évoquer l'histoire du Maroc depuis la Préhistoire jusqu'à l'époque islamique, en passant par l'époque phénicienne et romaine, il abrite des œuvres découvertes en particulier à Volubilis, notamment le fameux buste du roi Juba II.
Ce musée expose des pièces rares provenant de différentes  régions du Maroc (Fès, Salé, Moyen Atlas, Rif).

## Historique
Le musée a été fermé pour travaux et a rouvert ses portes au public le 12 avril 2017.

## Collections

### Parcours
Le nouveau musée présente un parcours chronologique et un autre thématique. Le premier parcours évoque l'espace du Maroc actuel depuis la Préhistoire jusqu'à l'ère islamique, tandis que le parcours thématique évoque les marbres et les bronzes antiques.

### Œuvres exposées
La collection de statues de bronze est remarquable. Le musée comporte une vingtaine de grands bronzes, provenant en majeure partie de Volubilis.
Le musée suit également un but pédagogique en illustrant la vie quotidienne des Marocains à différentes époques.
On y retrouve par exemple le Chien de Volubilis découvert en 1916 ou encore la Tabula Banasitana découverte en 1957.
On y trouve le buste du roi Juba II, qui a régné sur la Maurétanie il y a plus de deux mille ans.